# Belaiskom
Belaiskom es la transcripción fonética literal de los epigramas escritos en signario ibérico que aparecen en ciertas monedas Celtíberas, acuñadas de la primera época romana de Hispania, cuya ceca pudo estar ubicada en una antigua ciudad denominada Konterbia Belaiska o bien Contrebia Belaisca, cuyos restos arqueológicos se hallan en el lugar denominado Cabezo de las Minas en Botorrita, Zaragoza (España).  No existe consenso en la comunidad científica sobre la atribución de esta ceca a dicha ciudad y las hipótesis sobre su localización son ampliamente discutidas.

## Posibles localizaciones
Esta ceca pertenece al grupo de los belos, pueblo celtibérico del Valle del Ebro, el río Jalón y el Jiloca, aunque su localización extacta es objeto de numerosas hipótesis.  M. Beltrán considera que las monedas de leyenda Belaiskom pertenecen a la misma ceca que las de Konterbakom Bel, que se atribuyen a Contrebia Belaisca. En caso de que fuera una ceca independiente, cercana a dicha ciudad, las localizaciones posibles son Osma (Soria, España) y Osma del río Alhama (Logroño, La Rioja, España). Coincidiendo con esta última hipótesis mencionada, Francisco Villar aporta un argumento lingüístico que disociaría el significado de Belaiskom como etnónimo de Belaiska.

## Emisiones
Se conocen dos emisiones de monedas de esta ceca, en la primera, de finales del siglo II a. C., acuña unidades y mitades de bronce. Las primeras en el anverso muestran una cabeza viril con dos delfines y el signo ibérico BE; en el reverso el jinete con lanza y la leyenda BELAI-SKOM. En los divisores, de igual anverso, el reverso presenta el caballo galopando con la leyenda de la ceca. La segunda emisión se data a principios del siglo I a. C. y de ella se documentan unidades de bronce de tipología idéntica a la emisión anterior, a excepción de los delfines del anverso: en estas pueden aparecer dos, uno o ninguno.

## Metrología y cronología.
Según el estudio de L. Villaronga y M. García-Garrido, la primera emisión pertenece a la clase IV (monedas de valor mitad del as romano de 16 monedas en libra, 9,92 g) que corresponde a finales del siglo II a. C. La segunda emisión se clasifica dentro de la clase V (monedas de valor mitad del as romano de 18 monedas en libra, 8,48 g), de principios del siglo I a. C.